# Louis-Gilles Durand
Louis-Gilles Durand est un ingénieur et professeur québécois né à Saint-Jean-de-Matha, en 1949. 

## Biographie
Il termine des études de génie électrique à l’École polytechnique de Montréal en 1975, puis des études de génie biomédical, maîtrise et doctorat, à l’Université de Montréal de 1976 à 1983.
Il œuvre dans les domaines du génie biomédical et de la physiologie cardiovasculaire. Son expertise est principalement dans la création d’instruments et de méthodes pour évaluer les désordres cardiovasculaires et pulmonaires. 
Il est chargé en 1975 de créer un laboratoire d’électronique médicale à l’Institut de recherches cliniques de Montréal. Par la suite, il se joint à l’Institut de génie biomédical de l’Université de Montréal. Il devient aussi professeur associé à l’École polytechnique de Montréal ainsi qu’à l’Université McGill. Il est aussi professeur associé à la Faculté de médecine de l’Université Laval.
On doit à son équipe de recherche un stéthoscope électronique, la mesure de la pression artérielle pulmonaire, la mesure du volume respiratoire et un fantôme vasculaire multimodalités pour l’imagerie radiologique des artères. 

## Distinctions
- 1995 - Bionetics Outstanding Canadian Biomedical Engineer Award de la Société canadienne de génie biomédical
- 1996 - Prix Marcel-Piché de l’Institut de recherches cliniques de Montréal
- 2002 - Prix Innovation-Recherche de l’Association québécoise des fabricants d’instruments médicaux
- 2006 - Officier de l'Ordre national du Québec